# Chassalia pteropetala
Chassalia pteropetala là một loài thực vật có hoa trong họ Thiến thảo. Loài này được (K.Schum.) Cheek mô tả khoa học đầu tiên năm 2000.